# Еретики Тулузы 1022 года
Еретики Тулузы 1022 года — жители Южной Франции, сожжённые в 1022 году за исповедание «манихейских» доктрин. О «еретиках» Тулузы, казнённых неизвестными современниками, упомянул в своём сочинении «Хроника» Адемар Шабанский.

## Адемар Шабанский и еретики 1022 года
Согласно хронисту, в 1022 году были казнены две группы «еретиков» — одна в Орлеане и другая в Тулузе. В отличие от первой, о второй из них Адемар не сообщил практически никаких сведений. Вместе с тем упоминание о двух «еретических» движениях в одной записи указывает на то, что автор рассматривал их как связанные между собой.
Согласно концепции Адемара, явление «еретиков» могло иметь отношение к ожидавшемуся Концу света: к подобному прочтению подталкивает то, что хронист назвал противников католической Церкви «посланниками Антихриста», распространившимися одновременно и «повсюду». Ассоциирование еретиков с Антихристом является особенностью, присущей тексту Адемара: для средневековой историографии более характерно связывать инаковеровавших не с «Сыном погибели», а с Сатаной.
В записи под 1018 годом Адемар изложил воззрения современных ему «манихеев». Эти «еретики», часть взглядов которых могли разделять сожжённые в Тулузе, отвергали употребление в пищу мяса и вина, выступали против почитания распятия. «Еретиков» отличало стремление к аскетической жизни, которое Адемар трактовал как лицемерное.

## Исторический контекст
В 1020 году наиболее могущественный сеньор Южной Франции — герцог Аквитанский Гильом Великий провёл синод, на котором «еретики» были осуждены. О воззрениях этих противников католической Церкви практически ничего не известно.
Религиозные движения 1000—1050 гг. получили в современной историографии название «весны ересей». Помимо Орлеанских и «Тулузских еретиков 1022 года», к той же группе относят «еретиков» Арраса, Монфорте, окрестностей Шалона-на-Марне, окрестностей Перигё, проповедников Вильгарда и Леутарда, «манихеев» Гослара, а также ряд других.
В историографии характерной чертой ранних европейских религиозных движений считается отсутствие метафизических утверждений, концентрация на этических и сакраментологических вопросах. Отсутствие (или недостаток) у некоторых движений интереса к вопросам устройства Вселенной удерживает исследователей от проведения параллелей между ними современными им богомилами Болгарии.